# Mouvement de défense de l'hôpital public
Le Mouvement de défense de l'hôpital public (MDHP) est une association loi de 1901 créée à Paris en mars 2009 lors de la discussion de la loi HPST. 
Créé à l'initiative de médecins hospitaliers, il a depuis collaboré avec des chercheurs en économie et en sciences sociales, des associations d'usagers et des professionnels de santé (médecins et non-médecins) exerçant à l'hôpital public et en dehors de celui-ci.  
Il intervient régulièrement et publiquement dans les débats de santé publique pour défendre l'hôpital public, réformer la tarification à l'activité et demander une Sécurité Sociale remboursant intégralement les soins.   

## Histoire

### Prémices
En février 2008, en réaction au rapport de la commission sur l'hôpital public du sénateur Gérard Larcher, trois professeurs de médecine (André Grimaldi, Thomas Papo, Jean-Paul Vernant) publient dans le Monde diplomatique une tribune signée intitulée « traitement de choc pour tuer l'hôpital public ». Ils lancent avec des soignants un appel « pour sauver l'hôpital public : pour que la carte Vitale ne soit pas remplacée par la carte bleue ».
Pour s'opposer à la suppression des services hospitaliers prévue par la loi HPST défendue par la ministre Roselyne Bachelot, le professeur Bernard Granger convoque le 13 mars 2009 une assemblée générale où médecins et chirurgiens des hôpitaux de Paris, s'unissent pour protester contre les suppressions d'emploi dans les hôpitaux et pour demander l'abrogation du volet hospitalier de la loi HPST.

### Création
Le 28 avril 2009, jour d'ouverture de l'examen de la loi HPST au Sénat, le MDHP organise une manifestation à Paris contre, selon son communiqué de presse, la mise en application par la loi du concept d'« hôpital entreprise ». Des syndicats de praticiens hospitaliers font partie du cortège (SNPHAR, CPH, CMH, SNAMHP, SCCAHP , INPH), ainsi que des syndicats du personnel de l'APHP (CGT, CFDT, FO, SUD). Le cortège rejoint celui des enseignants de l'université appelés à manifester le même jour par le mouvement « sauvons la recherche ».
En réponse à la mobilisation, le gouvernement reporte la convergence des tarifs hôpitaux publics/hôpitaux privés de 2012 à 2018 dans la loi HPST, sans changer la réforme de la gouvernance des hôpitaux publics et l'organisation en pôles, même si le terme « services » réapparait dans la loi. En marge du mouvement, le 2 juillet 2009 est publié à l'initiative du Professeur Olivier Lyon-Caen l'appel des 25 signé par 25 professeurs de médecine de l'AP-HP de toutes tendances politiques.
La loi HPST est promulguée le 21 juillet 2009. Le MDHP lance en octobre 2009 une pétition de défense de l'hôpital public qui obtiendra plus d'un million de signatures.
Le MDHP a participé à l'élaboration de la Charte pour une santé solidaire,,(présentée notamment par Didier Tabuteau ) qui a donné lieu à une pétition publique ouverte le 31 mars 2015.
André Grimaldi, avec 4 autres médecins du MDHP a lancé en décembre 2016 une pétition Pour la Sécurité Sociale qui a été signée par plus de 190 000 personnes.
Le 02 Janvier 2022, en pleine pandémie COVID-19, face à l'afflux de malades, André Grimaldi, a proposé qu'une personne revendiquant le libre choix de ne pas se faire vacciner devrait assumer en cohérence son libre choix de ne pas se faire réanimer, dans un article publié dans le Journal Du Dimanche. La publication de cette tribune a déclenché un véritable scandale dans les médias en rapport à un possible manquement à la déontologie et au reniement du serment d'Hippocrate.

## Action du MDHP

### Objectifs
Le MDHP défend le service public hospitalier défini par ses missions (accueil des urgences, formation, prélèvements et greffes d'organes, soins aux prisonniers...), ses obligations (non sélection des patients, neutralité, absence de dépassements d'honoraires..) et son statut (absence de profit et garantie de l'indépendance des professionnels devant assurer le juste soin au patient au moindre coût pour la collectivité).
Il réclame une gouvernance conjointe des hôpitaux publics par le directeur désigné par l'Etat et par les représentants des soignants, et dans les CHU les responsables de l’enseignement et de la recherche.
Il souhaite que l'hôpital soit basé sur des structures de soins et non des structures de gestion (organisation par pôles).
Il réclame un financement mixte de l'activité de l'hôpital reposant sur la tarification à l'activité (T2A) simplifiée, la dotation (notamment pour les maladies chroniques) et le prix de journée.
Il milite pour la création d'un panier de soins remboursé à 100% par la Sécurité sociale (suppression des franchises/tickets modérateurs/participation forfaitaire) et la transformation des assurances complémentaires en assurances « supplémentaires ».

### Critiques
En juillet 2009, le Le Canard enchaîné publie les revenus des médecins hospitaliers ayant une activité privée à l'hôpital public et signataires de « l'appel des 25 ». Les membres du MDHP sont divisés sur la question de l'activité libérale à l'hôpital public,.

### Principaux membres et soutiens
La coordination du MDPH est assurée par des médecins hospitaliers parisiens avec 3 porte-paroles : 
- Anne Gervais[28],[29], Praticien Hospitalier
- Bernard Granger[30],[31], Professeur des Universités-Praticien Hospitalier
- André Grimaldi[32], Professeur des Universités-Praticien Hospitalier

Des médecins hospitaliers d'autres régions, des paramédicaux, des économistes et des chercheurs en sciences sociales se sont associés aux prises de position du MDHP, comme les sociologues Frédéric Pierru et Nicolas Belorgey.